# 서울정문학교
서울정문학교는 서울특별시 관악구 신림동에 소재하는 공립 특수학교이다. 지적장애 및 자폐성장애 학생을 위한 교육환경을 만들기 위해 초등학교, 중학교, 고등학교, 전공과 과정이 통합된 형태의 학교이다.

## 연혁
- 1997년 3월 1일 : 옛 서울난화초등학교 부지에 개교